# Torre Littoria (Torino)
La Torre Littoria, oggi Grattacielo Reale Mutua, è un edificio del centro storico di Torino, originariamente il primo e più alto edificio residenziale della città, il più alto edificio residenziale d'Europa dalla sua ultimazione nel 1934 fino al 1952, nonché uno dei più noti edifici razionalisti d'Italia.
È situata nel centro cittadino, in via Giovanni Battista Viotti, a pochi passi da piazza Castello e da piazza San Carlo.

## Storia

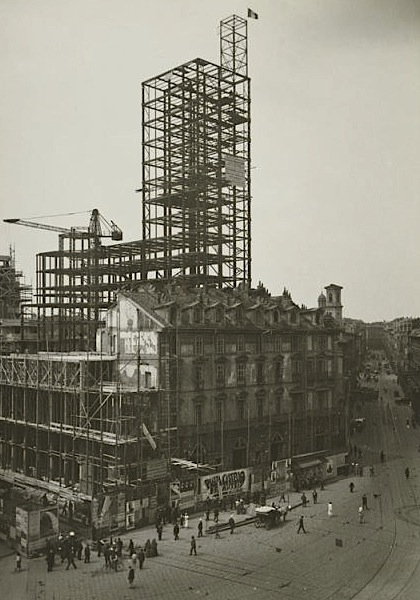
Un'immagine del 1933 dove si può notare la struttura portante ultimata, il preesistente edificio con portici e il lotto del primo tratto di via Roma ancora in costruzione

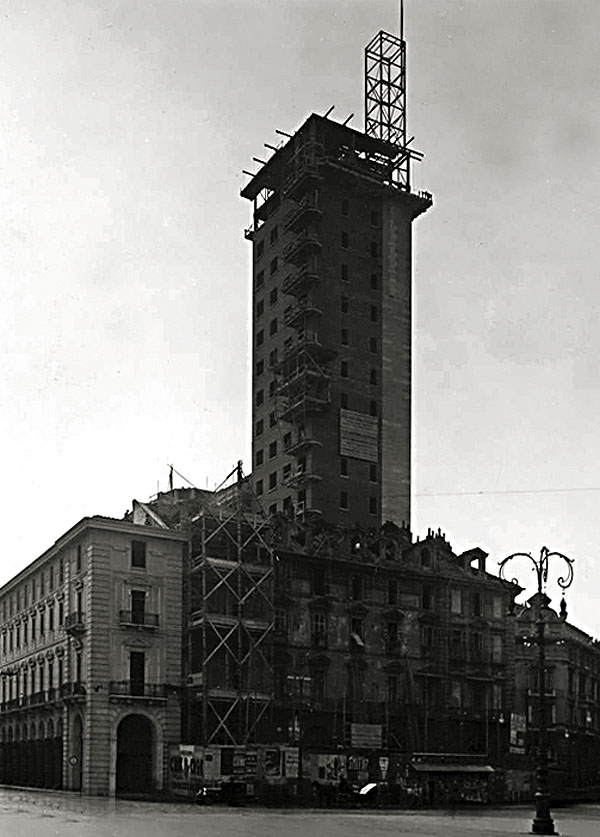
Un'immagine della Torre Littoria in fase di completamento

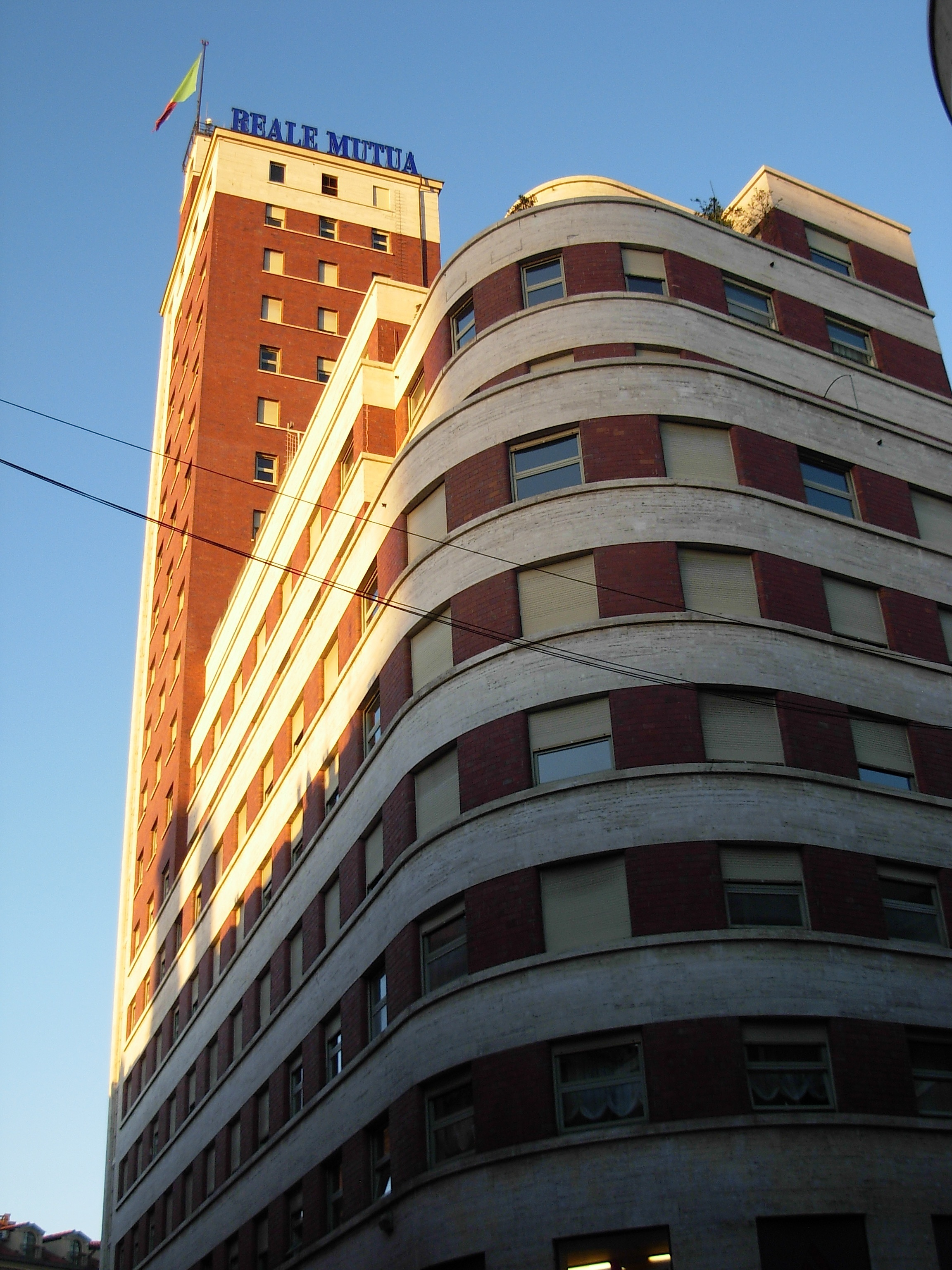
Una vista della Torre Littoria da via Giambattista Viotti con il caratteristico angolo smussato

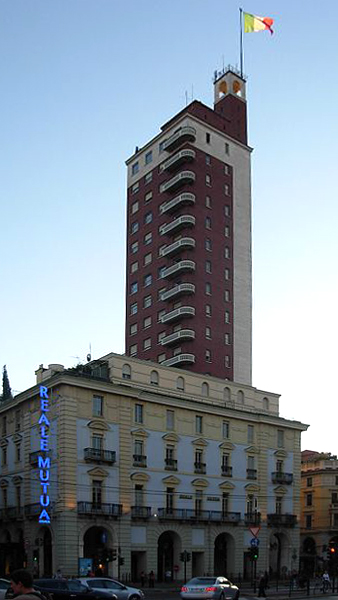
La Torre Littoria vista da Piazza Castello

L'ubicazione iniziale dell'edificio doveva essere in piazza XVIII Dicembre dove sorse, negli anni sessanta, il grattacielo della sede Rai. Tuttavia, la scelta definitiva cadde sull'attuale ubicazione, scelta probabilmente motivata dal contestuale cantiere della nascente via Roma ma forse anche dal malcelato desiderio di contrapporsi simbolicamente al potere monarchico, storicamente rappresentato dai barocchi edifici sabaudi presenti nell'adiacente piazza Castello. L'edificio, infatti, fu realizzato con l'intento di ospitare, tra i tanti uffici, anche la sede nazionale del PNF; in realtà non lo fu mai e la sede nazionale del partito si stabilì prima a Milano e poi a Roma e quindi divenne interamente proprietà della Reale Mutua Assicurazioni, società che già finanziò la quasi totalità dei costi e che è ancora l'attuale proprietaria dell'intero immobile, come testimonia la grande insegna della compagnia assicuratrice ancora presente sulla sommità.
Il progetto nacque nel 1933 dalla collaborazione congiunta dell'architetto Armando Melis de Villa e dell'ingegnere Giovanni Bernocco: un collaudato sodalizio poiché furono gli stessi autori della sede della Reale Mutua Assicurazioni. Esso fu redatto e approvato in brevissimo tempo e il cantiere si contraddistinse per il ritmo serrato, interrotto nemmeno nelle ore notturne, che portò al celere completamento dell'opera nel 1934 e fino al 1940 detenne il primato di edificio abitato più alto d'Italia.
Al suo completamento, nei locali al pian terreno, all'angolo con via Giambattista Viotti, venne aperto lo storico Bar Impera, gestito per oltre un decennio dalla famiglia Chazelettes, produttrice dell'omonimo vermouth.
Durante il periodo bellico sulla sua sommità era presente una delle 58 sirene di protezione antiaerea della città; l'edificio subì lievi danneggiamenti a seguito dei bombardamenti del 13 luglio 1943.

## Caratteristiche
L'edificio è un chiaro esempio di architettura razionalista con evidenti richiami all'espressionismo tedesco.
Esso sorge nell'isolato Sant'Emanuele, all'epoca fulcro dell'intervento di riassetto urbanistico del primo tratto di via Roma. Esso forma un contesto unitario con parte di un preesistente edificio di piazza Castello e il restante lotto in stile eclettico affacciato su via Roma, completato nel 1933.
La struttura rappresenta, per l'epoca in cui fu costruita, un concentrato di innovazione tecnologica e avanguardia per il largo uso di materiali innovativi come vetrocemento, clinker e linoleum ed è anche il primo edificio italiano a essere stato realizzato con struttura portante metallica elettrosaldata, tipica dei grattacieli.
Questo primato la contrappone al simbolo ottocentesco di Torino per eccellenza, la Mole Antonelliana, che ha detenuto un doppio primato: il più alto edificio della città e la struttura in muratura più alta del mondo.
L'edificio occupa poco più dei due terzi dell'isolato e si compone di un corpo basso di 9 piani che si sviluppa lungo via Giambattista Viotti fino a via Cesare Battisti ed è sovrastato dal corpo verticale della torre. Nel lato nord affacciato su piazza Castello la torre si unisce all'antico edificio vittozziano con portici, a sua volta raccordato, in via Roma, a un edificio moderno ma che adempie al doveroso quanto discusso compito di adeguarsi al prospetto barocco dell'antistante piazza.
In corrispondenza dell'ottavo piano vi è il punto di intersezione con la torre che, contrariamente a quanto prevedeva il progetto originale, ospita un terrazzo di pertinenza del relativo appartamento. Da qui s'innalza il corpo della torre fino a raggiungere gli 87 metri di altezza ma la presenza dell'antenna metallica sommitale permette all'edificio di raggiungere i 109 metri e conta complessivamente 19 piani, per un altrettanto numero di appartamenti; gli altri locali compresi nei primi piani del modulo basso dell'edificio hanno accesso dal lato affacciato piazza Castello e via Cesare Battisti, dove c'è anche l'accesso alla Libreria Mondadori che occupa il piano terreno, quello interrato e il primo piano.
I prospetti laterali in via Giambattista Viotti e via Cesare Battisti invece mantengono gli stessi elementi caratteristici della torre, evidenziando un andamento orizzontale scandito dalle modanature di intonaco chiaro alternate alle ampie finestre costrette entro le campiture a fasce in laterizio rosso. Da notare sono i terrazzi angolari presenti sul prospetto est della torre che esibiscono un ampio uso del vetrocemento e forme tondeggianti che trovano richiamo nel prospetto retrostante, sull'angolo di via Giambattista Viotti e via Cesare Battisti. Ciascuno di essi, dal 2011, è stato dotato da un impianto di illuminazione notturna a luce blu che percorre il perimetro esterno.
Molti concordano nel dire che l'edificio, pur essendo uno dei maggiori esempi di Razionalismo italiano, sia distonico con il disegno regolare ed elegante della suddetta piazza, che costituisce una splendida testimonianza di architettura barocca. Per questa ragione i torinesi hanno attribuito all'edificio diversi soprannomi goliardici, tra cui «pugno nell'occhio», «il telefonino», «il dito del Duce» o anche «la torre arrogante».
L'edificio è tuttavia ambìta sede di uffici, studi professionali, esclusivi appartamenti privati e residenza di noti personaggi torinesi.

## I progetti e la ristrutturazione del 2020
Nel 2011 l'edificio è stato oggetto di un concorso per la realizzazione di un bar agli ultimi due piani e di un ristorante sul terrazzo dell’ottavo piano affacciato su piazza Castello, ma il progetto è stato abbandonato per l’opposizione della Sovrintendenza.
 Accantonata l'ipotesi che intendeva rendere pubblico l'accesso a parte della struttura, prevedendo anche la realizzazione di un ascensore esterno a uso turistico per raggiungere la sommità, l'edificio è stato radicalmente ristrutturato nel 2020 su progetto dello Studio Pomero. 
I lavori svoltisi tra il 2019 e il 2020 hanno interessato le parti comuni, riconsegnando un edificio noto semplicemente come La Torre, completamente rinnovato nelle parti comuni, con un nuovo ingresso nei locali a piano terreno dotati di una concierge, nuovi spazi dedicati alla palestra condominiale, locali tecnici e di sgombero, una ciclorimessa, nonché la completa ristrutturazione di ben dieci unità immobiliari: otto da 123 m² ciascuna al 4º, 5º, 6º, 14º, 15º, 16º piano, nonché altre tre esclusive unità duplex da 246 m² su due livelli ai piani 7º e 8º, 10º e 11º, 19º e 20º.

### Annotazioni
1. ↑  In via Paolo da Cannobio, 37.
2. ↑  Nel Palazzo della Farnesina.
3. ↑  Per questo motivo da numerosi testi di architettura è considerato il primo grattacielo italiano.

### Fonti
1. ↑  Armando Melis, op. cit., pp. 347-420.
2. ↑  Il mistero di Torino, Vittorio Messori e Aldo Cazzullo, Mondadori
3. 1 2  Giovanni Sessa, op. cit., pp. 507-517
4. ↑   La Torre Littoria in Museo Torino, su museotorino.it.
5. ↑   Visita Torino - Palazzi di Torino: Mole Antonelliana, su visitatorino.com. URL consultato il 7 dicembre 2010 (archiviato dall'url originale il 1º gennaio 2015).
6. ↑  « [...] il prospetto frontale color pastello e a schema obbligato su via Roma rappresenta la faticosa mediazione del prospetto su piazza Castello». (Tratto da: «Via Roma nuova. Guida all'architettura moderna di Torino»).
7. ↑   Torino Grattacieli - Torre Littorina, su toguardainalto.altervista.org. URL consultato il 7 dicembre 2010 (archiviato dall'url originale il 5 marzo 2016).
8. ↑  Torre littoria Torino, Antiestetica, le costruzioni più brutte meno funzionali gli sprechi a Torino Archiviato il 18 maggio 2012 in Internet Archive.
9. ↑   La Torre Littoria, il “pugno nell’occhio” di Torino, su Guida Torino, 12 aprile 2017. URL consultato il 25 ottobre 2019.
10. ↑   Copia archiviata, su cultorweb.com. URL consultato il 9 dicembre 2010 (archiviato dall'url originale il 18 maggio 2012). Consultato il 4 gennaio 2012.
11. ↑   Copia archiviata, su edilcantiere.it. URL consultato il 10 settembre 2012 (archiviato dall'url originale il 13 novembre 2012). Consultato il 10 settembre 2012.
12. ↑   Copia archiviata, su edilcantiere.it. URL consultato il 10 settembre 2012 (archiviato dall'url originale il 17 luglio 2011). Consultato il 10 settembre 2012.
13. ↑   Un referendum per l'ascensoredella Torre Littoria, su la Repubblica, 9 aprile 2013. URL consultato il 20 dicembre 2023.
14. ↑   Nuovi panorami prendendo un caffè al 19º piano della Torre Littoria - Parallelo45 - Magazine, su www.parallelo45.com. URL consultato il 20 dicembre 2023.
15. ↑   "No all'ascensore luminososul grattacielo di via Viotti", su la Repubblica, 3 gennaio 2013. URL consultato il 20 dicembre 2023.
16. ↑   Vittorio Barbanera, Torre Littoria di Torino, completato il restyling degli appartamenti, su La Gazzetta Torinese, 4 dicembre 2020. URL consultato il 20 dicembre 2023.